# دژکوب

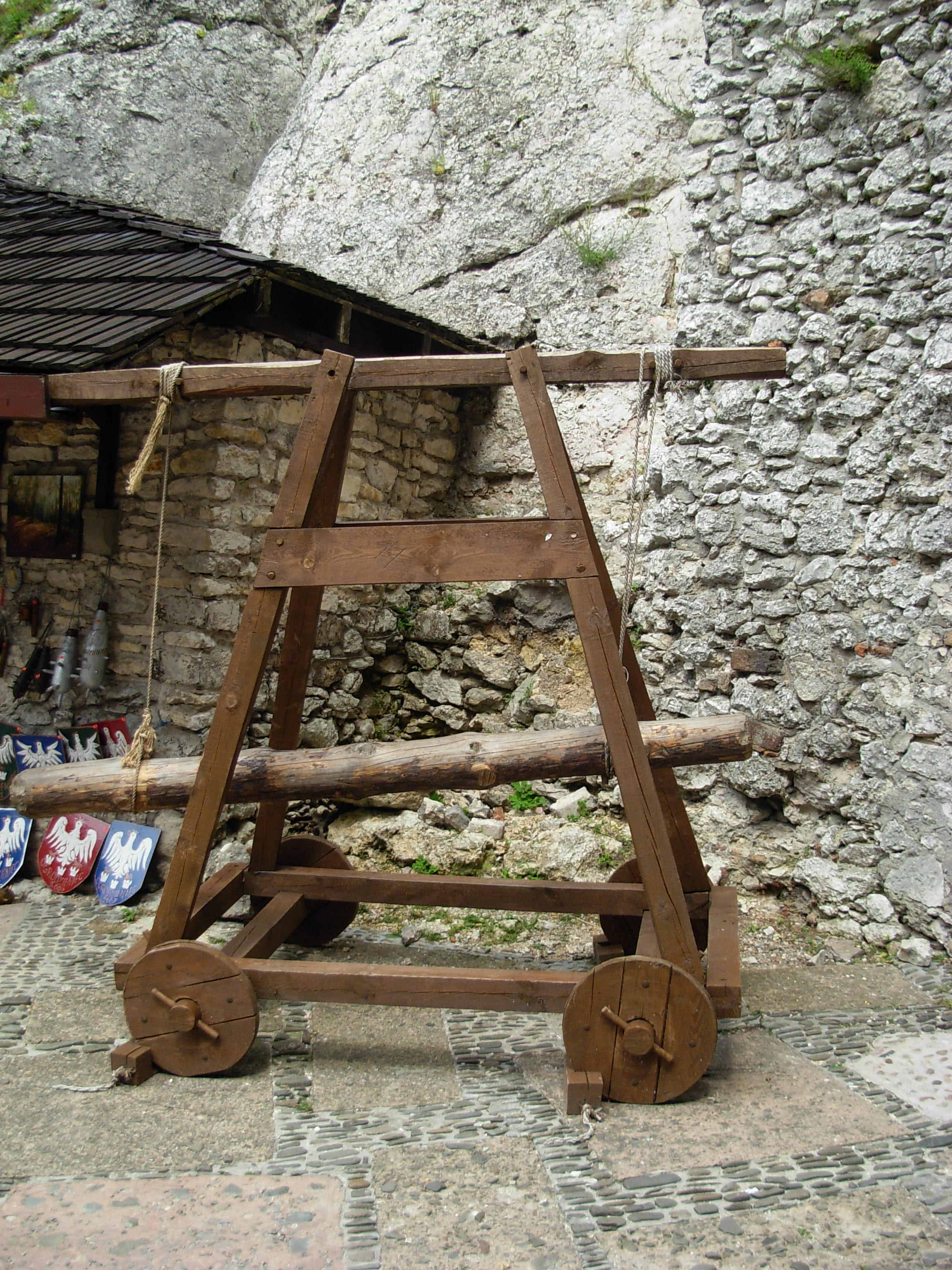
یک دژکوب کوچک

دژکوب نام وسیله‌ای است که در قدیم در جنگها برای خراب کردن درها یا دیوارها به کار می‌رفته است و در واقع نوعی سلاح محسوب می‌شود . نوع کوچک این وسیله همکنون نیز در برخی از عملیاتهای پلیسی استفاده می‌شود . برای سهولت در جابجایی این وسیله برای آن معمولاً از چند چرخ (بسته به بزرگی) استفاده می‌کنند .

## منبع
- ویکی‌پدیای انگلیسی
- لغت‌نامه دهخدا